# Нортвест-Станвуд (Вашингтон)
Нортвест-Станвуд (англ. Northwest Stanwood) — переписна місцевість (CDP) в США, в окрузі Сногоміш штату Вашингтон. Населення — 137 осіб (2020).

## Географія
Нортвест-Станвуд розташований за координатами 48°15′45″ пн. ш. 122°21′0″ зх. д. / 48.26250° пн. ш. 122.35000° зх. д. (48.262397, -122.350113).  За даними Бюро перепису населення США в 2010 році переписна місцевість мала площу 1,82 км², уся площа — суходіл.

## Демографія
Згідно з переписом 2010 року, у переписній місцевості мешкало 149 осіб у 54 домогосподарствах у складі 40 родин. Густота населення становила 82 особи/км².  Було 56 помешкань (31/км²).
Расовий склад населення:
| - 89,3 % — білих - 3,4 % — азіатів - 0,7 % — корінних американців - 0,7 % — чорних або афроамериканців - 3,4 % — осіб інших рас |

До двох чи більше рас належало 2,7 %. Частка іспаномовних становила 10,1 % від усіх жителів.
За віковим діапазоном населення розподілялося таким чином: 18,1 % — особи молодші 18 років, 65,1 % — особи у віці 18—64 років, 16,8 % — особи у віці 65 років та старші. Медіана віку мешканця становила 41,8 року. На 100 осіб жіночої статі у переписній місцевості припадало 79,5 чоловіків;  на 100 жінок у віці від 18 років та старших — 76,8 чоловіків також старших 18 років.
Цивільне працевлаштоване населення становило 32 особи. Основні галузі зайнятості: транспорт — 59,4 %, гуртова торгівля — 40,6 %.